# آرثر لوجران
آرثر ليجراند (بالفرنسية: Arthur Legrand)‏ هو سياسي فرنسي، ولد في 28 أكتوبر 1833 في باريس في فرنسا، وتوفي بنفس المكان في 8 مايو 1916. انتخب نائب فرنسي.